# ピープルVSジョージ・ルーカス
『ピープルVSジョージ・ルーカス』（The People vs. George Lucas）は、2010年のドキュメンタリー/コメディー映画。映画『スター・ウォーズシリーズ』の制作、熱狂的ファン、創始者ジョージ・ルーカスを扱う。制作者とファンの対立がテーマ。
ニール・ゲイマン、MC Frontalot、ゲイリー・カーツなどのインタビューを含み、ルーカスは過去の映像で頻繁に登場し、直接のインタビューはない。
映画は、『スター・ウォーズ』シリーズがどの程度までルーカスの芸術的創作物であるのか、どの程度までルーカスが自由にいじれるものなのか、どの程度まで公共文化財であり、どの程度までファンがリミックスしていいものなのか、などの問題を扱っている。
映画はnukethefridge.comのブロガー、ジェイソン・ニコルズに捧げられた。
DVD発売は2011年10月25日。

## 背景・内容
監督Alexandre Philippeは少年時代からの『スター・ウォーズ』ファンで、「作品はルーカスを糾弾するものではなく、芸術作品の公共性と創作者の自由について考えるものだ」と発言。Philippeはルーカスの作品『スター・ウォーズ』『THX 1138』『アメリカン・グラフィティ』などを見てルーカスに才能があると思っているが、『スター・ウォーズ』シリーズを再発売する際にほどこす、オリジナル・バージョンからの改変が嫌いである。
DVD再発においては、いかなる改変もないリマスター・バージョンを見させてくれてもいいじゃないか、ファンなんだから、と、監督は思っている。
映画はルーカスの（1977年の第1作、エピソード4『新たなる希望』までの）簡潔な歴史から始まり、その後あらゆる種類のファン・学者・批評家・ルーカスのかつての同僚・SF作家・作家などのインタビューが続く。
ナレーションはルーカスとファンの複雑な関係を語り、作品のどの要素があれほど多くの人々に深くささったのかを明らかにしようとする。

## あらすじ
何種類も売り出されたシリーズが映画自体として「中毒」を招くだけでなく、関連商品購入も「中毒」になって生活も壊れた（それでも満足している）人々が出てくる。
特に、旧3部作に比べ新3部作への失望が、多くの出演者の共通の不満となっている。エピソード1を観ただけでその後の作品は観てないという人も多い。絶対的な悪役の不在が新シリーズの欠点で、その悪役がルーカスになってしまったという人も出てくる。
最大の非難は、唯一のフルCGキャラクターであるジャー・ジャー・ビンクスに向けられる。不満から私家版の『スターウォーズ』を作った多くの人々も取り上げられる。
最初の公式なスピンオフの一つだった「ホリディ・スペシャル」（Star Wars Holiday Special）もまた批判の的となる（映像はその後公開されていない）。これは チューバッカが故郷に帰る話だった。

## 評価
『ニューヨーク・ポスト』はKyle Smithによる好意的な評を載せ、四つ星中三ツ星だった。
AMCチャンネルの批評家Josh Bellは、「作品は上手く編集されており、映画ファンにはおなじみの主題について広い視野で論じている。今も進行中の議論は、今後ルーカスが自分の創作物をさらにもてあそぶにつれて重要性を増す可能性がある」と発言。
独立系批評家のChristian Totoは作品を称賛し、「この作品のフォースは強い」と書いた。
Salt Lake City Weeklyは映画監督Bryan Young の否定的レビューを載せた。彼は「映画というものはだね、いつだって一方攻撃なのさ。スター・ウォーズ・ファンに、ルーカス監督が"バランスをもたらす"ために頑張っていることを分かってもらうのはむつかしくないはずだ」と書いた。
Slant MagazineのElise Nakhnikianは作品を「今年のベスト・ドキュメンタリーのひとつ。スマートでおかしくって、情熱的だ」と評した。